# Elektrim
Elektrim SA – spółka notowana od 1992 roku do 2008 roku na warszawskiej Giełdzie Papierów Wartościowych, powstała w wyniku prywatyzacji dawnego PTHZ Elektrim. W pierwszym okresie po prywatyzacji, Elektrim SA prowadził bardzo rozległą i zróżnicowaną działalność za pośrednictwem ponad 140 spółek powiązanych (od produkcji turbin po produkcję rolną), jednakże działalność ta uległa gruntownej reorganizacji począwszy od 1999 roku.

## Działalność
Działalność Elektrim SA („Elektrim”, „jednostka dominująca”) jest prowadzona zasadniczo w formie holdingu. Jego najcenniejsze aktywa są samodzielnymi jednostkami (spółkami), w istotnym stopniu jednak wspieranymi finansowo przez jednostkę dominującą (w drodze pożyczek od wspólnika, poręczeń, zabezpieczeń udzielanych na majątku jednostki dominującej itp.). Spółka jest także właścicielem Portu Praskiego.
Grupa Elektrim zatrudnia łącznie kilkanaście tysięcy osób (z czego 48 osób jest zatrudnionych bezpośrednio w Elektrim SA). Głównym akcjonariuszem jest Zygmunt Solorz-Żak.
Sąd Rejonowy dla m.st. Warszawy, X Wydział Gospodarczy dla spraw upadłościowych i naprawczych, na posiedzeniu 21 sierpnia 2007 roku, wydał postanowienie o ogłoszeniu upadłości Elektrimu z możliwością zawarcia układu. Na skutek wniosków wierzycieli o umorzenie postępowania, postępowanie upadłościowe zostało zakończone postanowieniem sądu z dnia 17 grudnia 2010 roku o umorzeniu postępowania. W dniu 10 stycznia 2011 roku Sąd Rejonowy dla m.st. Warszawy w Warszawie Wydział X Gospodarczy dla spraw upadłościowych i naprawczych stwierdził, że orzeczenie o umorzeniu postępowania upadłościowego Elektrim SA z dnia 17 grudnia 2010 roku jest prawomocne. Informacja o zakończeniu postępowania upadłościowego została wpisana do rejestru przedsiębiorców Krajowego Rejestru Sądowego.
Spółka została na swoją prośbę wykluczona warunkowo z obrotów na rynku GPW z dniem 21 stycznia 2008 roku. Obecnie, pomimo publikacji raportów, wciąż nie wiadomo czy i kiedy ponownie będzie przywrócona do notowań. Elektrim wciąż wzbudza wiele kontrowersji, z uwagi na utajnienie wielu informacji związanych z zakończeniem sporu dotyczącego własności spółki PTC oraz niejasności wokół rzeczywistego majątku spółki.
Elektrim SA posiada bezpośrednio 0,39% akcji ZE PAK, a poprzez swoją spółkę zależną Embud dodatkowych 1,16%. Embud jest również właścicielem 9,08% akcji spółki Cyfrowy Polsat.

## Historia
Polskie Towarzystwo Handlu Zagranicznego dla Elektrotechniki ELEKTRIM powołane zostało przez Ministra Żeglugi i Handlu Zagranicznego 16 listopada 1945 roku. Założycielami i pierwszymi udziałowcami było 12 organizacji:
- Centrala Surowców Hutniczych w Katowicach,
- Centrala Zbytu Materiałów Elektrotechnicznych w Warszawie,
- Państwowe Zakłady Tele- i Radiotechniczne w Warszawie,
- Państwowy Tymczasowy Zarząd Zakładów Elektrycznych Okręgu Warszawskiego ZEOW w Warszawie,
- Zjednoczenie Energetyczne Okręgu Łódzkiego w Łodzi,
- Zjednoczenie Energetyczne Okręgu Mazowieckiego w Płocku,
- Zjednoczenie Energetyczne Okręgu Poznańskiego w Poznaniu,
- Zjednoczenie Energetyczne Zagłębia Węglowego w Katowicach,
- Zjednoczenie Przemysłu Aparatów Elektrycznych w Łodzi,
- Zjednoczenie Przemysłu Kabli i Przewodów w Katowicach,
- Zjednoczenie Przemysłu Maszyn Elektrycznych w Katowicach.

Spółka była jednym z pierwszych polskich przedsiębiorstw handlu zagranicznego, które specjalizowały się w eksporcie i imporcie towarów i usług określonych gałęzi i branż przemysłowych. W początkowym okresie ELEKTRIM koncentrował się na imporcie maszyn, urządzeń i sprzętu elektrotechnicznego, a od lat 50. XX w. rozpoczął eksport wyrobów elektrotechnicznych. W latach 60. XX w. stał się jednym z największych polskich przedsiębiorstw specjalizujących się w handlu zagranicznym, ukierunkowanym na działalność eksportową i promowanie wyrobów polskiego przemysłu elektrotechnicznego na rynkach światowych. W czasie swojej działalności ELEKTRIM wniósł znaczący wkład w powstanie szeregu nowych przedsiębiorstw handlu zagranicznego, takich jak Labimex, Metronex, Pezetel, Unitra czy Uniwersal.
W 1986 roku w wyniku postanowienia Ministra Współpracy Gospodarczej z Zagranicą, centrale handlu zagranicznego straciły monopol na prowadzenie handlu zagranicznego. Wprowadzenie wolnej konkurencji stało się dla nich bodźcem do szukania nowych dziedzin działalności.
14 września 1990 roku przedsiębiorstwo przekształcono w spółkę akcyjną Skarbu Państwa pod nazwą Polskie Towarzystwo Handlu Zagranicznego ELEKTRIM SA W 1991 zmieniono nazwę na ELEKTRIM Towarzystwo Handlowe SA, a 1994 na ELEKTRIM SA Rozpoczęto transformację spółki z pośrednika w handlu międzynarodowym w producenta i eksportera swoich wyrobów. W 1992 nastąpiła prywatyzacja spółki (Skarb Państwa zachował 18% udziałów) i wejście na Giełdę Papierów Wartościowych.
W sferze zainteresowania ELEKTRIMU znalazło się pięć branż przemysłowych, m.in. przemysł kablowy. W tej branży w 1993 zakupiono 60% akcji Bydgoskiej Fabryki Kabli, 40% akcji Fabryki Kabli Załom w Szczecinie, a w 1995 41% akcji Krakowskiej Fabryki Kabli (w 1997 zbyta na rzecz KGHM Polska Miedź), 64% akcji spółki Kablex, a od 1998 57% akcji Fabryki Kabli Ożarów Mazowiecki. Udział wyrobów kablowych w obrotach handlowych spółki wynosił ok. 25% wolumenu eksportu.
Grupa kapitałowa ELEKTRIM S.A w końcu 1997 miała pod kontrolą około 100 przedsiębiorstw. W 1999 doprowadzono do konsolidacji w holdingu ELEKTRIM Kable SA trzech kablowni (Bydgoszcz, Szczecin, Ożarów Mazowiecki). Ze względu na zmianę strategii spółki polegającej na znaczących inwestycjach w branży telekomunikacyjnej (telefonia komórkowa i koncesje na operatorstwo w telefonii stacjonarnej), w 2001 holding Elektrim Kable sprzedano spółce Tele-Fonika Kable SA